# Ekaterina Karawełowa
Ekaterina Karawełowa (bułg. Екатерина Каравелова; ur. 21 października 1860 w Ruse, zm. 1 kwietnia 1947 w Sofii) – bułgarska dziennikarka i nauczycielka, tłumaczka, publicystka, sufrażystka i działaczka na rzecz praw kobiet. Żona bułgarskiego polityka Petki Karawełowa.

## Życiorys
Ekaterina Karawełowa urodziła się 21 października 1860 roku w Ruse jako najmłodsza z czworga dzieci kuśnierza Welika Penewa i Stojanki Penew. W latach 1870–1878 uczyła się w IV Moskiewskim Gimnazjum żeńskim. Po ukończeniu gimnazjum wróciła do Bułgarii i zaczęła uczyć dzieci w swoim mieszkaniu, a później prowadziła zajęcia dla dziewcząt w męskim liceum. Ekaterina chciała studiować medycynę w Petersburgu, ale w 1880 roku wyszła za mąż za Petko Karawełowa, którego poznała podczas nauki w Moskwie. Po ślubie przenieśli się do Sofii. Mieli trzy córki – Radkę (1880–1883), Wiolę (1884–1934) i Laurę (1886–1913). Po śmierci w 1947 roku decyzją Georgi Dimitrowa została pochowana obok absydy cerkwi Świętych Siedmoczislenników w Sofii. Jej mąż zawsze pragnął być pochowany na dziedzińcu tej cerkwi i w 1903 roku spełniono jego wolę.

## Działalność społeczna
Po zwolnieniu w 1881 roku męża ze stanowiska ministra Bułgarii przez księcia Aleksandra Battenberga musieli opuścić Bułgarię. Zamieszkali w Płowdiwie, który wówczas należał do Rumelii Wschodniej. Tam wróciła do pracy jako nauczycielka. W 1884 roku po przywróceniu konstytucji tyrnowskiej Ekaterina i Petko wrócili do Sofii.
W 1899 roku Ekaterina zorganizowała Towarzystwo Kobiet Matka (Майка). Była pewna, że niezależność kobiet zależy od ich wykształcenia. W 1893 roku otworzyła szkołę zawodową dla dziewcząt im. Marii Luizy. W 1901 roku Karawełowa razem z Wełą Błagoewą, Dimitraną Iwanową, Anną Karimą, Julią Malinową i innymi założyła Bułgarski Związek Kobiet (Български женски съюз) i przez 25 lat była jego przewodniczącą.
Po klęsce w 1903 roku powstania ilindeńskigo Karawełowa stanęła na czele Komitetu na rzecz uwolnienia macedońskich kobiet z więzienia. Rok później wzięła udział w konferencji macedońskiej w Londynie. Podczas wojny bałkańskiej pracowała w szpitalu.
W latach 1923–1925 stanęła na czele Komitetu Pomocy ofiarom powstania wrześniowego. W 1924 roku reprezentowała Bułgarię na IV Kongresie Międzynarodowej Ligi Kobiet na rzecz Pokoju i Wolności w Waszyngtonie. Rok później została przewodniczącą bułgarskiej sekcji. W 1928 roku była delegatką na kongres w Dublinie.
Po dojściu Hitlera do władzy razem z Antonem Straszimirowem, Asenem Złatarowem, Petko Stajnowem i innymi Karawełowa brała czynny udział w pracach Komitetu Ochrony Żydów.

## Twórczość
Ekaterina była także pisarką i tłumaczką. W latach 1935–1937 pełniła funkcję prezydenta bułgarskiego związku pisarzy. Od 1886 roku publikowała felietony, recenzje i tłumaczenia. Artykuły publikowała w bułgarskich czasopismach używając pseudonimów. Tłumaczyła na bułgarski dzieła Lwa Tołstoja, Fiodora Dostojewskiego, Victora Hugo, Guy de Maupassanta, Gustave Flauberta i Charlesa Dickensa. W sumie napisała ponad 50 broszur i artykułów.

## Nagrody i upamiętnienie
Ekaterina Karawełowa otrzymała wiele nagród zarówno krajowych, jak i zagranicznych. Były to m.in.: Order Zasługi Cywilnej I stopnia i dwukrotnie medal Czerwonego Krzyża. Imię Ekateriny Karawełowej nadawane jest szkołom, ulicom i domom kultury. W 2005 roku jej imieniem nazwano przylądek na Wyspie Livingstona na Antarktydzie.